# Yarim-Lim II
Yarim-Lim II va ser rei de Iamkhad i va regnar aproximadament entre els anys 1720 aC i el 1700 aC. Era fill d'Abbael I, a qui va succeir.
Es coneix molt poc del regnat d'aquest Yarim-Lim. Una inscripció trobada a Alalakh diu: "Yarim-Lim, fill d'Abbael, rei de Iamkhad, estimat per Addu". Alguns autors han pensat que Yarim-Lim II era en realitat el germà d'Abbael, que portava aquest nom, a qui Abbael havia fet rei d'Alalakh, però aquesta opinió és difícil de defensar.